# Hafniumdiborid
Hafniumdiborid ist eine anorganische chemische Verbindung des Hafniums aus der Gruppe der Boride. Neben dieser sind mit Hafniummonoborid HfB und Hafniumdodecaborid HfB12 zwei weitere Hafniumboride bekannt.

## Gewinnung und Darstellung
Hafniumdiborid kann durch Reaktion von Hafniumdioxid mit Kohlenstoff und Bortrioxid oder Borcarbid gewonnen werden. Es kann auch durch Reaktion von Mischungen aus Hafniumtetrachlorid, Bortrichlorid und Wasserstoff bei Temperaturen über 2000 °C oder direkt aus den Elementen dargestellt werden.
{\displaystyle {\ce {HfO2 + B2O3 + 5 C -> HfB2 + 5 CO}}}
Für die Abscheidung von dünnen Schichten von Hafniumdiborid sind elektrochemische Verfahren bekannt.

## Eigenschaften
Hafniumdiborid ist ein grauer Feststoff, der praktisch unlöslich in Wasser ist. Die Verbindung wird von Flusssäure angegriffen, ist aber bei Raumtemperatur resistent gegenüber nahezu allen anderen Reagenzien. Sie oxidiert erst bei Temperaturen über 1500 °C. Die Vickers-Härte beträgt zwischen 2200 und 2900. Hafniumdiborid besitzt eine hexagonale Kristallstruktur vom Aluminiumdiborid-Typ C32 mit der Raumgruppe P6/mmm (Raumgruppen-Nr. 191). Sein spezifischer Widerstand beträgt 15 µΩ·cm und seine Härte 29 GPa.

## Verwendung
Hafniumdiborid wird in verschleißfesten Beschichtungen eingesetzt. Es wird auch als Material für Kontrollstäbe in Kernreaktoren und als Material für ICBM-Hitzeschilde oder aerodynamischen Leitkanten eingesetzt. Es ist auch Bestandteil von Hochtemperatur-Verbundwerkstoffen in Verbindung mit Siliciumcarbid. Es wird auch als Material für Heizelemente in Düsen von Tintenstrahldruckern eingesetzt. Da Hafnium und Zirconium chemisch sehr ähnlich zueinander sind, ist bei vielen Anwendungen beides anwendbar und geringe Verunreinigungen können zumeist toleriert werden. Anders verhält es sich bei kerntechnischen Anlagen, da Zirconium kaum mit Neutronen interagiert (es ist also „transparent“ für Neutronen) während Hafnium ein starker Neutronenabsorber ist. Daher fällt reines Hafnium fast nur als Koppelprodukt der Gewinnung von Zircalloy in der Kerntechnik an. Da 11B ebenfalls ein Neutronenabsorber ist, hat Hafniumdiborid in vielerlei Hinsicht exzellente makroskopische wie quantenphysikalische Eigenschaften für den Einsatz als Kontrollstab.